# Картун Нетуърк (Русия и Югоизточна Европа)
Вижте пояснителната страница за други значения на Cartoon Network.
Cartoon Network Югоизточна Европа е канал, излъчващ анимационни програми. Програмата му покрива територията на България, Босна и Херцеговина, Хърватия, Северна Македония, Черна гора, Сърбия, Словения и Общността на независимите държави, като стартира на 1 октомври 2009 г., замествайки предишната паневропейска версия на канала. Каналът се предлага на 2 езика: български и английски. Платените реклами за България и Русия се излъчват в собствени канали, които се пускат по време на рекламния блок, докато по главния канал се излъчват реклами за канала.
През септември 2010 г. стартира сайта за България, а след месец и за Русия. От март 2011 г. Cartoon Network става 24-часов за Русия, като в останалите държави продължава да се излъчва TCM от 22 до 7 ч. От 1 януари 2014 г. Cartoon Network 3D 16X0 HD Русия и Югоизточна Европа става 24-часов канал във всички държави, в които се излъчва. Това бележи края на TCM в България.

## Предавания

### Текущи предавания
- „Нефритена броня“ (2022 –) (2023 –)
- „Монки Кид“ (2020 –) (2022 –)
- „Ние, мечетата“ (2022 –) (2022 –)
- „Том и Джери в Ню Йорк“ - (2021 –) (2021 –)
- „Скуби-Ду и виж кой друг!“ - (2019 – 2022) (2021 –)
- „Пълна Драмарама“ – (2018 – 2022) (2019 –)
- „Бакуган: Батъл Планет“ – (2018 –) (2019 –)
- „Невероятният свят на Гъмбол“ (2011 – 2019) (2012 –)
- „Нинджаго: Тайните на Забраненото Спинджицу“ (2019 – 2022) (2019-)
- „Новите шантави рисунки“ (2015 – 2019) (2019 –)
- „Крейг Край Реката“ (2018 –)
- „Ябълко и Луки“ (2018 – 2021) (2018 –)
- „Островът на летния лагер“ (2018 –) (2018 –)
- „Спокойно, Скуби-Ду!" (2015 – 2018) (2019 –)
- „Шоуто на Том и Джери (сериал, 2014)“ (2014 – 2021) (2019 –)
- „Малки титани: В готовност!“ (2013 –) (2014 –)

### Предишни предавания
- „Ние, мечоците“ - (2015 – 2019) (2015 - 2021, 2022, 2023)
- „Могъщите Магимечове“ (2015 – 2019) (2016 – 2019, 2022)
- „Виктор и Валентино“ – (2019 – 2022) (2019 – 2022)
- „Мао Мао: Герои на Чистото сърце“ – (2019 – 2022) (2020 – 2022)
- „Power Players“ - (2019 - 2020) (2020 - 2022)
- „Анджело е върхът“ – (2010 – 2018, 2022 -) (2010 –2022)
- „Бен 10 (сериал, 2016)“ (2016 – 2021) (2016 – 2022)
- „DC Super Hero Girls“ – (2019 – 2021) (2019 – 2022)
- „Нинджаго: Майсторите на Спинджицу“ (2011 – 2019) (2015 – 2022)
- „Време за приключения“ (2010 – 2018) (2012 – 2022)
- „Отвъд Оградата“ – (2014) (2015 – 2018, 2021)
- „Реактивните момичета (сериал, 2016)“ (2016 – 2019) (2016 – 2019, 2021)
- „Шоуто на Шантавите рисунки“ (2011 – 2014) (2012 – 2017, 2021)
- „Туни Тюб“ (2018 – 2021)
- „Стивън Вселенски“ (2013-2020) (2014 – 2019, 2020 - 2021)
- „Юникити“ (2018 – 2020) (2018 – 2020)
- „ОК, Кей О! Да бъдем герои!“ (2017 – 2019) (2017 – 2020)
- „Облачно с кюфтета“ (2017 – 2019) (2017 – 2019)
- „Трансформърс: Кибер-вселена“ (2018 – 2021) (2019)
- „Трансформърс: Robots in Disguise“ (2015 – 2017) (2016 – 2019)
- „Шаолински хроники“ (2013 – 2015) (2013 – 2019)
- Генератор Рекс – (2010 – 2013) (2011 – 2013)
- „Младежка лига (сериал)“ – (2010 – 2022) (2012 – 2014)
- „Роботбой“ (2005 – 2008) (2009 – 2017)
- „Доктор Пространствени джинси“ (2014 – 2015) (2014 – 2017)
- „Кунг-фу пилета“ (2008) (2009 – 2018)
- „Парк шоу“ (2010 – 2017) (2012 – 2018)
- „Дракони (сериал)“ (2012 – 2018) (2013 – 2019)
- „Кларънс“ (2014 – 2018) (2014 – 2018)
- „Джони Тест“ (2005 – 2014) (2011 – 2017)
- „Чичо Дядко“ (2013 – 2017) (2014 – 2018)
- „Лабораторията на Декстър“ (1996 – 2003) (2012 – 2017)
- „Най-добрият ми приятел е маймуна“ (2005 – 2008) (2009 – 2016)
- „Зеления фенер: Анимационният сериал“ (2011 – 2013) (2012 – 2017)
- „Домът на Фостър за въображаеми приятели“ (2004 – 2009) (2009 – 2016)
- „Бен 10: Омнивърс“ (2012 – 2015) (2012 – 2016)
- „Фантастичната четворка: Най-великите герои на света“ (2006 – 2007) (2009 – 2016)
- „Бен 10“ (2005 – 2008) (2009 – 2016)
- „Лагерът Ласло“ (2005 – 2008) (2009 – 2016)
- „Остров Пълна драма“ (2007 – 2014) (2010 – 2017)
- „Шоуто на Скуби-Ду“ (1976 – 1978) (2009 – 2016)
- „Новите филми за Скуби-Ду“ (1972 - 1973) (2010 – ?)
- „Реактивните момичета“ (1998 – 2005) (2014)
- „Добрият Ед“ (2008 – 2009) (2009)
- „Невероятните неприключения на Флапджак“ (2008 – 2010) (2009 – 2016)
- „Шаолински двубои“ (2008 – 2011) (2012 – 2017)
- „Батман: Дръзки и смели“ (2008 – 2011) (2010 – 2017)
- „Чаудър“ (2007 – 2010) (2009 – 2011, 2012 – 2013)
- „Елиът Хлапето“ (2008 – 2009) (2009 – 2017)
- „Малко всемогъщи“ (2008 – 2010) (2009 – 2017)
- „Суперминипатрула“ (Великобритания: 2011 Франция: 2012) (2011 – 2017)
- „Том и Джери“ (1940 – 1967) (2009 – 2014)
- „Скуби-Ду! Мистерия ООД“ (2010 – 2013) (2011 – 2017)
- „Бакуган: Бойци в действие“ (2007 – 2008) (2009 – 2014)
- „Гръмотевичните котки“ – (2011 – 2012) (2012 – 2014)
- „Секретните Сатърдей“ (2007 – 2009) (2009 – 2011)
- „Бен 10: Ултра-извънземен“ (2011) (2011 – 2012)
- „Джордж на джунглата“ (2007 – 2008) (2011) (през нощта)
- „Иназума 11“ (2008 – 2011) (2012 – 2017)
- „Мегас XLR“ (2004 – 2005) (2011 – 2011) (през нощта)
- „Невероятните братя Адреналини“ (2006 – 2007) (2011) (през нощта)
- „Самурай Джак“ (2001 – 2017) (2009 – 2014)
- „Симбионичен титан“ (2010 – 2011) (2011)
- „Hero Factory“ (2010 – 2014) (2011)
- ,,Животът и приключенията на Джунипър Лий (2005 - 2007) (2009 - 2014)

Забележка: Годините изписани в първите скоби са оригиналното излъчване на сериала в неговата страна. Годините във вторите скоби са цялото излъчване на сериала по Cartoon Network Русия и Югоизточна Европа.

## Лога
- Първото лого на канала, не е използвано по тази версия на канала
- Второто лого, използвано от 1 октомври 2009 г. до 26 ноември 2010 г.
- Сегашно лого, използвано от 26 ноември 2010 г.
- Сегашно лого на Cartoon Network, нова версия на първото